# Leo Gregory
Leo Gregory es un actor inglés.

## Carrera
En 2005 se unió al elenco de la película Hooligans, donde dio vida a Bovver, miembro de la GSE y la mano derecha de Peter "Pete" Dunham (Charlie Hunnam). Ese mismo año interpretó al músico británico Brian Jones en Stoned.
En 2007, interpretó al soldado de primera Quealey en la película The Mark of Cain.
En 2012, participó como invitado en la serie Silent Witness, donde interpretó a Daniel Kessler, un guardia de la prisión manipulador y vicioso. Ese mismo año, participó en el video musical "Sweet Nothing", de Calvin Harris y con la participación de Florence Welch, donde interpretó al novio de la cantante.
En 2014 interpretó al vikingo Thorald en la película Northmen: A Viking Saga.
En 2015 participó de la quinta y última temporada de Strike Back: Legacy.

## Filmografía

### Televisión
| Año  | Título                         | Personaje            | Notas                               |
| ---- | ------------------------------ | -------------------- | ----------------------------------- |
| 1992 | The Upper Hand                 | Henry                | episodio "Summoned to the Head"     |
| 1997 | McCallum                       | Paul                 | episodio "Dead But Still Breathing" |
| 1998 | The Bill                       | Mick Hempstead       | episodio "Racer"                    |
| 2000 | Nature Boy                     | Asistente del parque | episodio 1.4                        |
| 2001 | The Glass                      | Lad                  | episodio 1.3                        |
| 2001 | As If                          | Toby Jarvis          | episodio "Jamie's POV"              |
| 2002 | Menace                         | Dennis Naylor        | miniserie                           |
| 2002 | EastEnders                     | Mikey                | 1 episodio                          |
| 2002 | The Jury                       | Ally Maher           | 6 episodios                         |
| 2012 | Mrs Biggs                      | Eric Flower          | 2 episodios                         |
| 2012 | Silent Witness                 | Daniel Kessler       | 2 episodios                         |
| 2012 | Above Suspicion: Silent Scream | Lester James         | 2 episodios                         |
| 2014 | Law & Order: UK                | Warren Lennox        | episodio "Repeat to Fade"           |
| 2015 | Strike Back: Legacy            | Mason                | 4 episodios                         |
| 2015 | The Team                       | Mikey Jones          | 2 episodios                         |
| 2015 | The Musketeers                 | Astrólogo Marmion    | episodio "Through a Glass Darkly"   |
| 2015 | Foyle's War                    | Damian White         | episodio "Elise"                    |

### Cine
| Año  | Título                       | Personaje           |
| ---- | ---------------------------- | ------------------- |
| 2001 | Fallen Dreams                | Arthur              |
| 2002 | Out Of Control               | Sam                 |
| 2005 | Stoned                       | Brian Jones         |
| 2005 | Green Street Hooligans       | Bovver              |
| 2006 | Tristan + Isolde             | Simon               |
| 2006 | Perfect Creature             | Hermano Edgar       |
| 2007 | The Mark of Cain             | Soldado Quealey     |
| 2008 | Reverb                       | Alex                |
| 2009 | Goal! 3: Taking on the World | Charlie Braithwaite |
| 2010 | The Big I Am                 | Skinner             |
| 2011 | Big Fat Gypsy Gangster       | Danny               |
| 2011 | Wild Bill                    | Terry               |
| 2012 | All Things to All Men        | Dixon               |
| 2014 | Northmen: A Viking Saga      | Jorund              |
| 2014 | The Ninth Cloud              | Brett               |
| 2014 | The Hooligan Factory         | Slasher             |
| 2015 | Apocalypse                   | Agente Proteus      |

### Productor
| Año  | Título  | Notas       |
| ---- | ------- | ----------- |
| 2014 | Top Dog | coproductor |

### Teatro
| Año  | Obra          | Director            | Teatro              |
| ---- | ------------- | ------------------- | ------------------- |
| 2000 | Local Boy     | Julie-Anne Robinson | Hampstead Theatre   |
| 2000 | Made of Stone |                     | Royal Court Theatre |

## Premios y nominaciones
| Año  | Categoría                       | Premio                   | Películas | Resultado |
| ---- | ------------------------------- | ------------------------ | --------- | --------- |
| 2005 | GQ Armani Mania Man of the Year | GQ Man of the Year Award | -         | Ganador   |
| 2006 | Best Newcomer                   | Empire Award             | Stoned    | Nominado  |